# Plan d'eau d'Apt
Le Plan d'eau d'Apt, ou plan d'eau de la Riaille, est un plan d'eau artificiel de la commune d'Apt dans le département de Vaucluse.
Le plan d'eau d'Apt est gèré par la commune.

## Situation et accès
Le plan d'eau de la Riaille, alimenté par la rivière la Riaille, est situé au nord ouest d'Apt, à proximité de la zone industrielle des Bourguignons. L'accès à l'étang, ainsi qu'à l'école de voile, se fait par cette zone industrielle. Un accès est également possible par la route départementale 943, reliant Apt à Saint-Saturnin-lès-Apt.

## Équipements
Plusieurs équipements sportifs et de loisirs sont disponibles : 2 courts de tennis, skate park, aire de jeux pour enfants, parcours sportif, bowl, tables de pique-nique, pêche avec carte de pêche, accès pêche handi. Moby Base propose également la location de pédalos,kayaks et canoës.

## Activités
- sportives : Parcours d'obstacles flottants (Moby Base)

- culturelles : Fondation Blachère[2]